# Charles Rouxel
Charles Rouxel (Bricquebec, 6 d'abril de 1948) va ser un ciclista francès, que fou professional entre 1970 i 1978. El seu principal èxit fou la victòria al Tour del Mediterrani de 1974.

## Palmarès
- 1968
  - 1r al Tour de la Manche
- 1969
  - Vencedor d'una etapa al Tour de l'Avenir
- 1974
  - 1r al Tour del Mediterrani
  - 1r al Circuit de l'Indre
- 1975
  - 1r al Gran Premi d'Antibes
  - Vencedor d'una etapa a l'Étoile de Bessèges
  - Vencedor d'una etapa a la Volta a Bèlgica
- 1978
  - Vencedor d'una etapa del Tour d'Indre-et-Loire

### Resultats al Tour de França
- 1973. 36è de la classificació general
- 1974. 74è de la classificació general
- 1975. 52è de la classificació general
- 1976. 58è de la classificació general
- 1977. Fora de control (17a etapa)
- 1978. 33è de la classificació general